# 러시아-조선민주주의인민공화국 국경

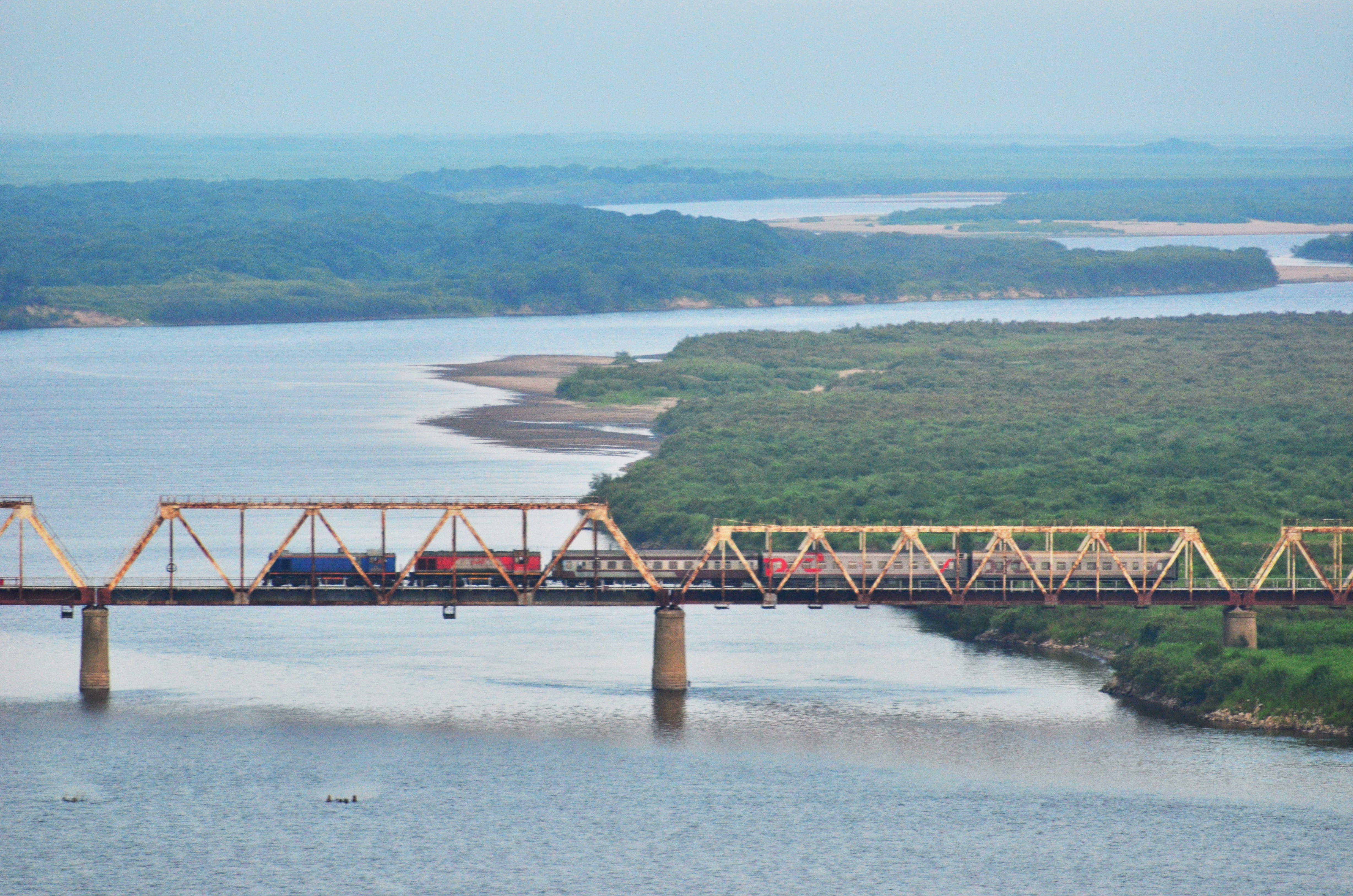

러시아-조선민주주의인민공화국 국경(러시아어: Российско-северокорейская граница, 문화어: 조선민주주의인민공화국-로씨야 국경, 조로 국경)은 공식 정의에 따르면 영토 국경의 17km 해상 국경의 22.1km을 구성하는 국경이다. 다양한 국가들과 국경을 인접한 러시아 연방의 국경 중 가운데 가장 짧은 국경이다.

## 역사
현재 러시아가 차지하고 있는 연해주 지방은 금나라, 청나라 등이 지배하고 있었다. 그러다가 19세기 중반인 1858년 아이훈 조약으로 인해 청나라는 아무르강 북쪽을, 1860년 베이징 조약으로 우수리강 동쪽 연해주까지 러시아 제국에 양도하였다. 이후 이 지역들이 완전히 러시아 영토가 되면서 러시아는 동해와 두만강으로 접근할 수 있게 되었고, 청나라는 동해에 대한 접근권을 상실하였다. 이에 따라 조선은 멸망할 때까지 청나라와 러시아 제국 모두와 국경을 접하게 되었다. 일본 제국이 2차대전에서 패배한 뒤 이 국경은 조선민주주의인민공화국와 소비에트 제국의 국경이 되었다. 1991년 소련이 붕괴하면서 오늘날의 러시아와 북한의 국경으로 굳어지게 된다.

## 상세
행정상 북한의 라선시 선봉구역과 러시아의 프리모르스키 변경주가 마주보고 있다. 러시아와 조선민주주의인민공화국 사이의 영토 경계는 두만강과 삼각강의 골짜기선을 따라 이어지며, 해상 국경은 동해에서 두 나라의 영해를 나눈다.
주요 국경 조약은 1985년 4월 17일 조인되었다. 별도의 3개국 간 조약은 러시아-조선민주주의인민공화국-중국 삼합점의 위치를 규정한다. 조선민주주의인민공화국-러시아, 조선민주주의인민공화국-중화인민공화국의 국경은 두만강의 중앙을 따라 이어지며 중화인민공화국-러시아 국경은 육로로 북쪽으로부터의 접속점에 다다른다. 이론적인 삼합점은 강의 한 가운데에 위치하나, 그곳에 바로 국경 기념비를 설치하는 것은 비현실적이기 때문에, 세 나라가 두만강 강둑에 국경 기념비를 설치하기로 동의했다